# Haussez
Haussez és un municipi francès situat al departament del Sena Marítim i a la regió de Normandia. L'any 2007 tenia 273 habitants.

## Demografia

### Població
El 2007 la població de fet de Haussez era de 273 persones. Hi havia 110 famílies de les quals 32 eren unipersonals (12 homes vivint sols i 20 dones vivint soles), 47 parelles sense fills i 31 parelles amb fills.
La població ha evolucionat segons el següent gràfic:
Habitants censats

### Habitatges
El 2007 hi havia 182 habitatges, 116 eren l'habitatge principal de la família, 58 eren segones residències i 8 estaven desocupats. Tots els 182 habitatges eren cases. Dels 116 habitatges principals, 101 estaven ocupats pels seus propietaris, 12 estaven llogats i ocupats pels llogaters i 3 estaven cedits a títol gratuït; 2 tenien una cambra, 5 en tenien dues, 21 en tenien tres, 26 en tenien quatre i 63 en tenien cinc o més. 90 habitatges disposaven pel capbaix d'una plaça de pàrquing. A 62 habitatges hi havia un automòbil i a 46 n'hi havia dos o més.

### Piràmide de població
La piràmide de població per edats i sexe el 2009 era:
| Homes | Edats   | Dones |
| ----- | ------- | ----- |
| 0     | 95 o +  | 0     |
| 0     | 90 a 94 | 0     |
| 0     | 85 a 89 | 0     |
| 4     | 80 a 84 | 8     |
| 0     | 75 a 79 | 4     |
| 4     | 70 a 74 | 0     |
| 20    | 65 a 69 | 8     |
| 12    | 60 a 64 | 8     |
| 4     | 55 a 59 | 4     |
| 12    | 50 a 54 | 20    |
| 8     | 45 a 49 | 4     |
| 8     | 40 a 44 | 8     |
| 8     | 35 a 39 | 12    |
| 8     | 30 a 34 | 0     |
| 4     | 25 a 29 | 0     |
| 4     | 20 a 24 | 8     |
| 4     | 15 a 19 | 0     |
| 0     | 10 a 14 | 8     |
| 4     | 5 a 9   | 4     |
| 8     | 0 a 4   | 4     |

## Economia
El 2007 la població en edat de treballar era de 165 persones, 109 eren actives i 56 eren inactives. De les 109 persones actives 94 estaven ocupades (56 homes i 38 dones) i 15 estaven aturades (7 homes i 8 dones). De les 56 persones inactives 33 estaven jubilades, 6 estaven estudiant i 17 estaven classificades com a «altres inactius».

### Ingressos
El 2009 a Haussez hi havia 124 unitats fiscals que integraven 284 persones, la mediana anual d'ingressos fiscals per persona era de 16.391,5 €.

### Activitats econòmiques
Dels 9 establiments que hi havia el 2007, 3 eren d'empreses de construcció, 3 d'empreses de comerç i reparació d'automòbils, 1 d'una empresa de transport, 1 d'una empresa de serveis i 1 d'una empresa classificada com a «altres activitats de serveis».
Dels 3 establiments de servei als particulars que hi havia el 2009, 1 era un paleta, 1 lampisteria i 1 perruqueria.
L'any 2000 a Haussez hi havia 18 explotacions agrícoles que ocupaven un total de 793 hectàrees.

## Equipaments sanitaris i escolars
El 2009 hi havia una escola maternal integrada dins d'un grup escolar amb les comunes properes formant una escola dispersa.

## Poblacions més properes
El següent diagrama mostra les poblacions més properes.